# Сомксай Кеоханам
Сомксай Кеоханам (нар. 27 липня 1998, Тямпасак) — лаоський футболіст, що грає на позиції нападника у клубі «Янг Елефантс», грав також у складі клубу «Езра» та національній збірній Лаосу.

## Клубна кар'єра
У дорослому футболі Сомксай Кеоханам дебютував у 2015 році в складі клубу «Езра». З початку 2018 року футболіст перейшов до складу клубу «Янг Елефантс», у складі якого став одним із кращих бомбардирів, а в 2022 та 2023 роках у складі команди став чемпіоном Лаосу.

## Виступи за збірну
У 2017 році Сомксай Кеоханам дебютував у складі збірної Лаосу. У складі збірної у 2018 році футболіст брав участь у футбольному турнірі Азійських ігор. У складі збірної Кеоханам грав до 2021 року, загалом зіграв у її складі 18 матчів, уяких візначився 1 забитим м'ячем.